# دوك فاريل
دوك فاريل (بالإنجليزية: Doc Farrell) هو لاعب كرة قاعدة أمريكي، ولد في 26 ديسمبر 1901 في جانسون سيتي في الولايات المتحدة، وتوفي في 20 ديسمبر 1966 في ليفنجستون ‏ في الولايات المتحدة.

## وصلات خارجية
- دوك فاريل على موقع جمعية أبحاث البيسبول الأمريكية (الإنجليزية)